# Dolmen de Roch-Vihan
Le dolmen de Roch-Vihan, appelé aussi dolmen de Kerluir, est un dolmen situé à Carnac, dans le département français du Morbihan..

## Localisation
Le dolmen est situé à environ 130 m à vol d'oiseau au sud du hameau de Kerluir, qui lui donne son nom. À environ 80 m à l'ouest se dresse le menhir de Kerluhir.

## Historique
Le dolmen a été fouillé par J. Miln en 1876, sans résultat connu et restauré par Z. Le Rouzic en 1922. Il est classé au titre des monuments historiques par arrêté du 11 septembre 1929.

## Description
Le dolmen est ruiné : il ne comporte plus que trois orthostates et une unique table de couverture.